# Phragmatobia amurensis
Phragmatobia amurensis är en fjärilsart som beskrevs av Adalbert Seitz 1910. Phragmatobia amurensis ingår i släktet Phragmatobia och familjen björnspinnare. Inga underarter finns listade i Catalogue of Life.